# Jutta Geß
Jutta Geß (* 12. Januar 1955 in Memmingen) ist deutsche Keramikerin und Kunsthandwerkerin. 
Sie machte von 1974 bis 1977 eine Ausbildung zur Psychiatrieschwester. Von 1977 bis 1980 war sie in psychotherapeutischen Kliniken tätig. Bei Markus Meerson lernte sie von 1980 bis 1983 das Keramikhandwerk in der Töpferei Weininger Keramik GmbH in Weiningen in der Schweiz. Dort legte sie 1983 ihre Gesellenprüfung ab. Bei Peter Berger in der Fuchs-Töpferei in Delmenhorst arbeitete sie von 1983 bis 1985. 
Seit 1985 hat sie zusammen mit ihrem Ehemann Hans Ulrich Geß eine eigene Werkstatt in Bad Karlshafen. Sie lehrt Keramik an der Volkshochschule in Bad Karlshafen. Sie stellt handwerkliche Gefäßkeramik in Steinzeug her.